# 83 км (зупинний пункт)
83 кіломе́тр (також Турчино́вичі) — пасажирський залізничний зупинний пункт Львівської дирекції Львівської залізниці.
Розташований біля сіл Торгановичі та Торчиновичі Старосамбірський район Львівської області на лінії Самбір — Чоп між станціями Ваньковичі (3 км) та Старий Самбір (9 км).
Станом на травень 2019 року щодня п'ять пар електропотягів прямують за напрямком Львів — Сянки.